# Ил-276
Ил-276 (ранее Ил-214, также известен под обозначениями МТС — многоцелевой транспортный самолёт и СВТС — средний военно-транспортный самолёт) — проект тактического военно-транспортного самолёта, разрабатываемый компанией «Авиационный комплекс имени С. В. Ильюшина».
Предназначается для замены Ан-12, Ан-26 и Ан-72 в ВВС России и ВВС Индии. Позиционируется между лёгким транспортником Ил-112 и тяжёлым Ил-76 (грузовая кабина в сечении идентична Ил-76, но короче.). По проекту, самолёт МТС должен быть способен перевозить до 80 % всех типов вооружений и военной техники при значительно меньших затратах.
Стоимость одного самолёта предположительно составит 35—40 млн долларов США (в ценах 2010 года), стоимость всей программы разработки — примерно 600 млн долларов.

## История
Первоначально самолёт разрабатывался совместно компаниями «Авиационный комплекс имени С. В. Ильюшина», НПК «Иркут» и индийской фирмой Hindustan Aeronautics (HAL). Протокол о начале совместной разработки подписан 6 июня 2001 года.
Межправительственное соглашение о совместной разработке и строительстве самолёта, получившего обозначение МТА (Medium Transport Aircraft), было подписано правительствами России и Индии в 2007 году. В последующие годы будущие партнёры договорились, что российской и индийской сторонам будет принадлежать по 50 % акций предприятия, штаб-квартира будет открыта в Нью-Дели. Планировалось, что производство самолёта будет размещено как в России, так и в Индии.
В конце 2015 года стало известно о выходе индийской стороны из проекта. Компания «Ильюшин» продолжила работы по разработке самолёта самостоятельно в инициативном порядке.
В 2017 году самолёт получил наименование Ил-276.
В августе 2019 года источник в авиастроительной отрасли сообщил, что проект Ил-276 участвует в конкурсе по созданию среднего военно-транспортного самолёта на замену Ан-12. Вторым участником конкурса был выбран проект Ту-330 разработки ПАО "Туполев". Летом 2020 года состоялась защита эскизных проектов для обоих вариантов. С учетом кризисного периода и ограниченности средств, конкурсная комиссия Объединенной Авиастроительной Корпорации отложила решение о продолжении работ по теме на неопределенный срок.

## Тактико-технические характеристики
Способен перевозить груз массой до 12 т на дальность до 3700 км, груз массой до 20 т на дальность до 2000 км, или до 90 десантников.
Приведённые технические характеристики являются расчётными.
Источник данных: Jane's

Технические характеристики
- Экипаж: 3(4)[14]
- Грузоподъёмность: 20 т.[14]
- Длина: 37,7 м[14] (40,235 м[15])
- Размах крыла: 32,25 м (39,37 м[15])
- Высота: 12,51 м[14]
- Максимальная взлётная масса: 68 т[14] (72 т[15])
- Масса топлива во внутренних баках: 25 000 кг[14]
- Силовая установка: 2[14] × ПС-90А-76[15], в перспективе ПД-14М[14]
- Тяга: 2[14] × 17 400[15] (18 000-20 000[14]) кгс

Лётные характеристики
- Максимальная скорость: 870 км/ч
- Крейсерская скорость: 800 км/ч[14]
- Практическая дальность: 2000 км (с максимальной нагрузкой)[14]
- Перегоночная дальность: 7300 км[14]
- Практический потолок: 12 000 м
- Длина разбега: 1450 м
- Длина пробега: 1350 м